# Медникова, Юлия Александровна
Юлия Александровна Медникова (родилась 8 марта 1983 года в Красноярске) — российская волейболистка сидя, игрок «ЦСП-Крылатское»; чемпионка мира 2018 года в составе женской сборной России, чемпионка Европы 2017 года. Заслуженный мастер спорта России (2018).

## Биография
Выступает за московскую команду «ЦСП-Крылатское». В составе женской российской сборной выиграла чемпионаты Европы 2017 и 2019 годов, а также чемпионат мира 2018 года (признана лучшей диагональной и MVP всего чемпионата). Также является бронзовым призёром чемпионата мира 2014 года. За победу на чемпионате мира 2018 года удостоена звания Заслуженного мастера спорта России, а также награждена премией Паралимпийского комитета России в номинации «Точка опоры» и номинирована на Национальную спортивную премию. По словам Юлии, этой победой россиянки доказали, что им вполне по силам бороться и за победу на Паралимпийских играх в волейболе сидя.
Проживает в Москве. Разведена (бывший муж Алексей), есть дети. 15 ноября 2018 года в её загородном доме были задержаны московским СОБРом боец MMA Евгений Гонтарев и его брат Вадим, обвинявшиеся в разбое и хищении имущества на 1,6 млн. рублей.